# Magellanova expedice

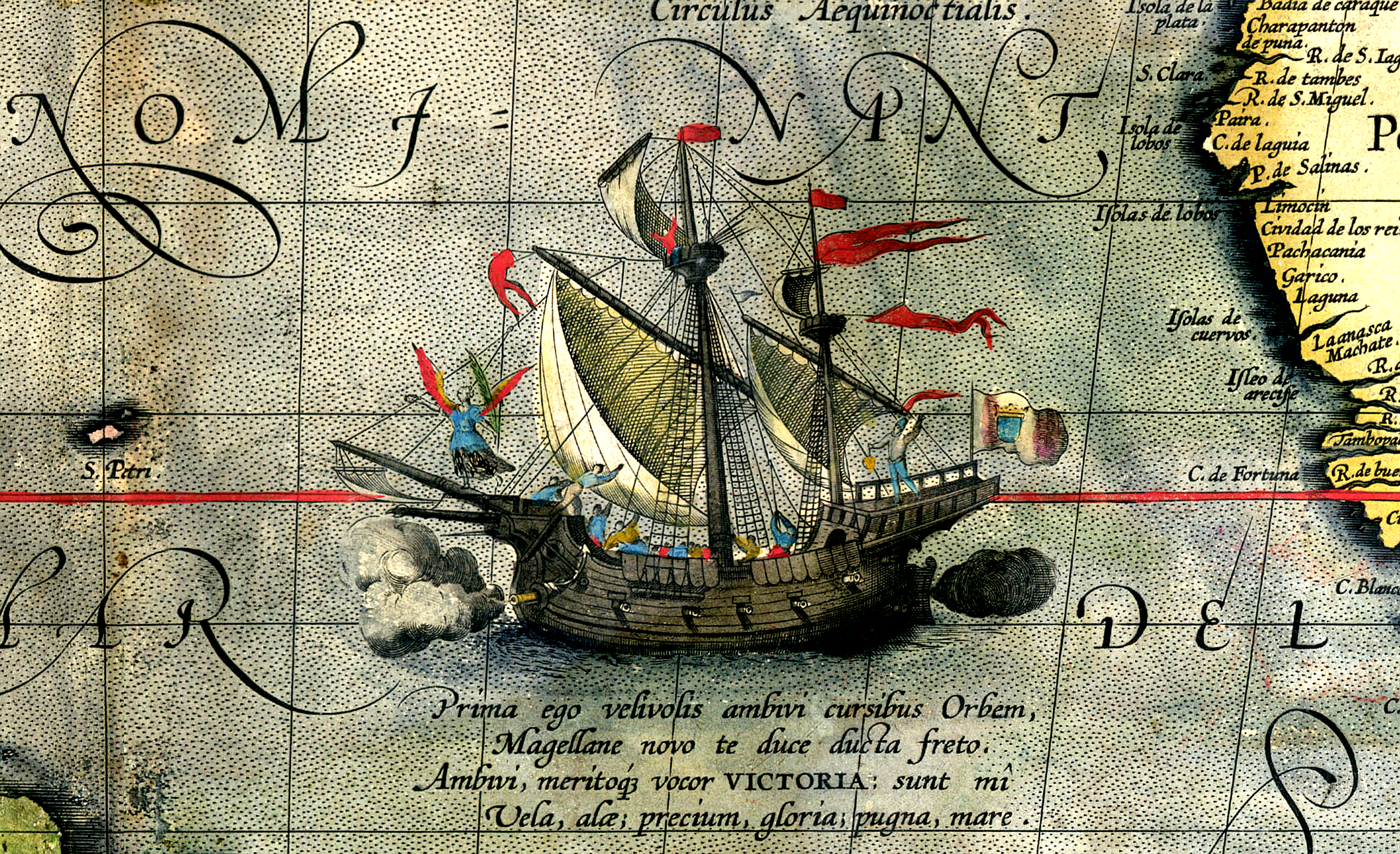
Victoria, jediná loď flotily, která dokončila plavbu kolem světa. Detail z mapy Abrahama Ortelia, 1590

Termín Magellanova expedice označuje španělskou expedici ze 16. století, kterou naplánoval a vedl portugalský objevitel Ferdinand Magellan. Jednalo se o jednu z nejvýznamnějších výprav v období věku zámořských objevů, jakožto v celé historii objevování – cílem bylo překonat Atlantský a Tichý oceán a objevit obchodní cestu na Moluky (dnešní Indonésie). Výprava vyrazila ze Sanlúcar de Barrameda v roce 1519, kam se vrátila o tři roky později pod vedením španělského mořeplavce Juana Sebastiána Elcana, který po Magellanově smrti na Filipínách přeplul Indický oceán. Tato téměř tříletá výprava dlouhá 60 440 km znamenala první obeplutí Země v historii. Mimo jiné odhalila rozsah Tichého oceánu a dokázala, že lodě mohou obeplout svět po západní námořní trase.
Hlavním cílem expedice bylo najít západní cestu na Moluky. Flotila pěti lodí o přibližně 270 mužích opustila Španělsko 20. září 1519. Po přeplutí Atlantského oceánu flotila pokračovala na jih podél východního pobřeží Jižní Ameriky, kde nakonec objevila Magellanův průliv (Magellan jej pojmenoval Mar Pacifico), díky kterému se zkrátila plavba do Tichého oceánu. Jednou z hlavních zastávek se staly Filipíny, přičemž na Moluky výprava dorazila po dvou letech. Značně vyčerpaná posádka pod vedením Elcana se vrátila do Španělska 6. září 1522. Při cestě zpět plula flotila přes Indický oceán, kolem mysu Dobré naděje a kolem západního pobřeží Afriky.
Expedice se neobešla bez sabotáží a vzpour (převážně španělských námořníků, avšak také samotného Elcana), hladovění, kurdějí a střetů s domorodým obyvatelstvem. Plavbu dokončilo jen asi 40 mužů a jedna loď (Victoria). Sám Magellan zahynul v bitvě na Filipínách a ve funkci generálního kapitána ho vystřídala řada důstojníků, přičemž zpáteční cestu nakonec vedl Elcano.
Výpravu financoval především španělský král Karel V. v naději, že se podaří objevit výhodnou západní cestu na Moluky, jelikož východní trasa byla podle smlouvy z Tordesillas pod kontrolou Portugalska. Přestože výprava objevila trasu, byla mnohem delší a namáhavější, než se očekávalo, a proto nebyla obchodně příliš využitelná. I přes délku a náročnost je považována za jeden z největších námořnických úspěchů a měla významný vliv na evropské poznávání světa.